# Lustrocomus paraensis
Lustrocomus paraensis är en skalbaggsart som beskrevs av Martins och Maria Helena M. Galileo 1996. Lustrocomus paraensis ingår i släktet Lustrocomus och familjen långhorningar. Inga underarter finns listade i Catalogue of Life.